# Tatobotys africana
Tatobotys africana là một loài bướm đêm trong họ Crambidae.